# Charo Bogarín
Charo Bogarín (Clorinda, 24 de septiembre de 1972) es una artista, música, actriz, periodista y gestora cultural argentina dedicada a investigar el folclore musical. Fundadora del dúo Tonolec, desde 2017 desarrolla además su faceta solista.

## Biografía
Es tataranieta del cacique guaraní Guayraré. El 12 de septiembre de 1976, su padre ―Francisco Javier Pancho Bogarín, nacido en 1945, congresal nacional por la provincia de Formosa―, fue «desaparecido» (no identificado) y asesinado por la última dictadura cívico militar, por lo que se mudó con su hermana y su madre ―maestra de frontera (y más tarde ingeniera en sistemas)― a la ciudad de Resistencia, capital de la provincia de Chaco.
En 2019 conformó el jurado del evento PreCosquín.En 2020, protagonizó una serie de ficción biográfica de cuatro capítulos e interpretando a la cantora Aimé Paine, la primera mujer mapuche que cantó en público.

## Discografía

### Con Tonolec
- 2005: Tonolec
- 2008: Plegaria del árbol negro
- 2010: Folk - Los pasos labrados
- 2011: Tonolec acústico (DVD).
- 2014: Cantos de la tierra sin mal
- 2015: Tonolec: Cancionero (anexado al libro La Celebración: Cancionero 2005-2015)
- 2017: Mitai
- Álbumes solistas.

### Con La Charo
- 2018: La Charo
- 2019: Legado
- 2022: Formoseña